# Яна Беньова
Яна Беньова (на словашки: Jana Beňová) е словашка журналистка, поетеса и писателка, авторка на произведения в жанрове драма, лирика и публицистика.

## Биография и творчество
Иметому е родена на 24 ноември 1974 г. в Братислава, Словакия. През 1993 г. завършва средно образование в гимназия „Ладислав Новомески“ в родния си град. Следва специалност „Театрална драматургия“ във Висшата школа за сценични изкуства в Братислава, където се дипломира през 1998 г.
След дипломирането си прави публикации в литературните списания „Dotyky“, „Fragment“ и „Slovenské Pohľady“. В периода 2002 – 2009 г. работи като журналистка в независимия ежедневник СМЕ под псевдонима Яна Паркрова. След това работи като редактор в Театралния институт в Братислава, а после преминава на свободна практика. От 2014 г. пише за вестник „Denník N“.
Дебютира като поетеса още деветнайсетгодишна през 1993 г. със стихосбирката си „Svetloplachý“ (Леко срамежлива). Следващите ѝ две стихосбирки „Lonochod“ (Луноход) и „Nehota“ са издадени през 1997 г. Тя определя стихосбирките си като неуспешни и се насочва към прозата.
Новелата ѝ „Parker. Ľúbostný román“ (Паркър : Любовен роман) е публикувана през 1999 г., а през 2003 г. е издаден сборникът ѝ с 12 разказа „Dvanásť poviedok a Ján Med“ включващ и едно стихотворение от друг автор. Разказите ѝ са белязани от поетична чувствителност, обвързана с трогателни прозрения в човешкия ум и поведение.
През 2012 г. е издаден романа ѝ „Plan opensvádzania, Café Hyena“, а през 2012 г. е направено второ издание на книгата – „Кафене „Хиена“ : план за изпращанията”. Книгата представлява мозайка от наблюдения, разсъждения, чувства и спомени. Действието се развива чудовищния панелен жилищен комплекс Петржалка в Братислава – лабиринт, в който почти не можеш да се ориентираш, извълнен с реални и сюрреалистични обитатели. Книгата получава наградата за литература на Европейския съюз за 2012 г.
През 2012 г. излиза прозаичното ѝ произведение „Preč! Preč!“ (Вън! Вън!), обявено като роман/стихове в две части, отличаващ се с оригиналния се хумор и лекота на изразяване. Същата година участва в есенния семинар на Международната програма за творческо писане в Университета на Айова.
През 2016 г. пребивава в писателска резиденция „Жан-Моне“ в град Коняк във Франция, където пише петия си роман. През 2020 г. пребивава в резиденцията за творческо развитие „Q21 Writer-in-Residence“ във Виена.
Яна Беньова живее в Братислава.

## Произведения

### Самостоятелни романи
- Parker. Ľúbostný román (1999)
- Plan opensvádzania, Café Hyena (2008)
- Café Hyena, Plan odprevádzania (2012)
Кафене „Хиена“ : план за изпращанията, изд. „Гея Либрис“, София (2015), прев. Асен Милчев
- Preč! Preč! (2012)
- Honeymoon (2015)
- Flanérova košeľa (2020)

### Поезия
- Svetloplachý (1993)
- Lonochod (1997)
- Nehota (1997)

### Сборници
- Dvanásť poviedok a Ján Med (2003) – разкази
- Dnes (2010) – сборник публицистика